# (20103) de Vico
(20103) de Vico – planetoida z grupy pasa głównego asteroid okrążająca Słońce w ciągu 3 lat i 241 dni w średniej odległości 2,37 j.a. Została odkryta 6 maja 1995 roku w obserwatorium w Cavezzo przez Rodolfo Calancę. Nazwa planetoidy pochodzi od Francesco de Vico (1805-1848), astronoma, odkrywcy 7 komet (w tym 54P/de Vico-Swift-NEAT i 122P/de Vico) oraz dyrektora Obserwatorium Collegio Romano w Rzymie a także jezuity. Przed nadaniem nazwy planetoida nosiła oznaczenie tymczasowe (20103) 1995 JK.